# Abendmusiken

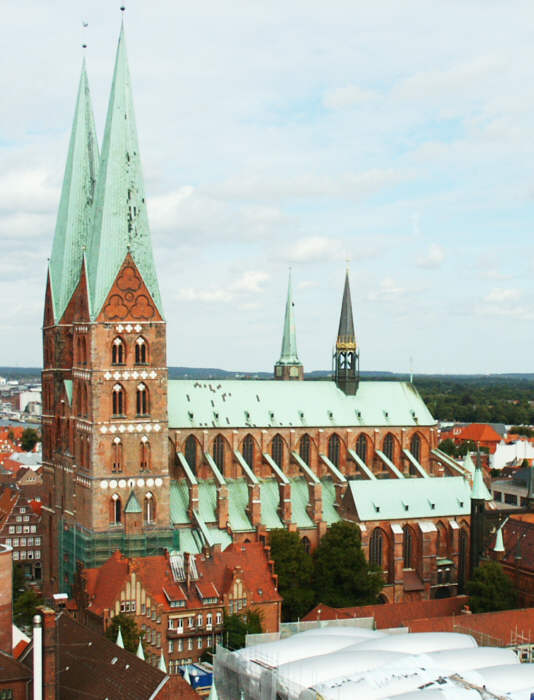
Marienkirche zu Lübeck

Die Abendmusiken sind die traditionsreichste Folge von Kirchenmusikveranstaltungen in der Hansestadt Lübeck.
Sie waren die ersten regelmäßigen Kirchenmusikveranstaltungen außerhalb des Gottesdienstes und kosteten keinen Eintritt, weil sie von der örtlichen Wirtschaft gestiftet wurden.

## Die historischen Abendmusiken vom 17. bis zum 19.Jahrhundert

### Entstehung
Die Abendmusiken wurden von Franz Tunder in seiner Zeit als Organist an der Lübecker Marienkirche (1641–1667) begründet. Der Ursprung dieser Konzerte ging nicht von der Kirchengemeinde, sondern von der Kaufmannschaft aus, indem die „commerzierenden Zünfte“ vor der Börse im nebenan gelegenen Lübecker Rathaus eine „Zeit-Kürzung“ durch sein Orgelspiel geben ließen. So berichtete der Lübecker Kantor und Musikdirektor Caspar Ruetz 1752 auf Grundlage mündlicher Überlieferung. Erstmals wird 1646 das „Abendspielen“ erwähnt, als Tunder den Kirchenrat um eine Gehaltserhöhung bat, weil sich die unregelmäßigen Zusatzeinnahmen („Accidentia“) jedes Jahr verringerten. Tunder erweiterte die zunächst reinen Orgelkonzerte um Streichinstrumente und Gesang.

### Blüte
Dieterich Buxtehude, Tunders Nachfolger als Organist an St. Marien, übernahm diese von seinem Amtsvorgänger begründete Tradition und baute die Veranstaltungsreihe während seiner Amtszeit an dieser Kirche (1668–1707) weiter aus. Auf seine Initiative hin wurden 1669 in Ergänzung zu den vier vorhandenen Emporen zwei Sängeremporen im Mittelschiff der Kirche eingebaut. Die sechs Emporen boten insgesamt 40 Instrumentalisten und Sängern Platz. Seit 1673 wird der Begriff der Abendmusiken dann allgemein gebräuchlich.
Buxtehude erweiterte das Programm um Chor und Orchester und nahm hierzu die Hilfe seines Schwagers Samuel Franck, Tunders Schwiegersohn, in Anspruch, der Kantor an St. Marien und am Katharineum zu Lübeck war. Es wird heute von bis zu 40 mitwirkenden Musikern ausgegangen, wobei Buxtehude sieben Ratsmusiker von der Stadt kostenlos beigestellt wurden. Für die gegebenenfalls notwendig werdende Bezahlung aller weiteren musste er zunächst selbst aufkommen. Der Organist trug also das Veranstalterrisiko; die entstehenden Unterdeckungen wurden jedoch regelmäßig durch private Spenden abgedeckt.
Die Abendmusiken fanden zu Tunders Zeiten an Donnerstagen statt, wurden jedoch von Buxtehude spätestens ab 1675 auf die fünf Sonntage vor Weihnachten gelegt, an denen sie um 16 Uhr begannen.
Die Veranstaltungen können vom Ablauf her nicht mit heutigen Konzertveranstaltungen verglichen werden. Wegen der Finanzierung durch den Rat, die Kaufmannskorporationen, die Zünfte und Spenden der Familien des Patriziats hatten die Veranstaltungen einen außerordentlichen Zulauf aus allen Bevölkerungsschichten, nahmen nach den Berichten durchaus einen tumultartigen Verlauf und erforderten den ganzen Einsatz des Sicherungspersonals, das in Form der Ratswache von der Stadt ohne Kosten zur Durchführung der Abendmusiken abgestellt wurde. Die Sponsoren saßen erhöht auf dem Lettner und hatten so zweifelsfrei einen verbesserten Kunstgenuss bei gleichzeitigem Überblick über das turbulente Geschehen im Kirchenschiff. Anlässlich seines Besuchs bei Buxtehude in Lübeck im Jahr 1705 wird auch Johann Sebastian Bach an den „außerordentlichen“ Abendmusiken teilgenommen haben. Buxtehude nannte sie „extraordinaire“, weil sie in diesem Jahr nicht an den fünf Sonntagen stattfanden, sondern am Mittwoch und Donnerstag, 2. und 3. Dezember. Das erste – Castrum doloris (Schmerzenslager) – war eine Trauerfeier zum Gedenken an den verstorbenen Kaiser Leopold I.; das zweite – Templum honoris (Ehrentempel) – feierte die Thronbesteigung seines Nachfolgers Joseph I. Die Textbücher dieser beiden Abendmusiken werden in einer Faksimileausgabe in der Stadtbibliothek aufbewahrt.

### Fortführung
Auch die auf Buxtehude folgenden Marienorganisten Johann Christian Schieferdecker (1707–1732), Johann Paul Kunzen (1732–1757), Adolf Karl Kunzen (1757–1781) und Johann Wilhelm Cornelius von Königslöw (1781–1833) setzten die Abendmusiken fort und trugen mit jeweils eigenen Kompositionen zum Inhalt der Konzerte bei. Allerdings trat schon unter Schieferdecker, der sich vom Werk Buxtehudes absetzte und keine von dessen Abendmusiken mehr aufführte, ein Veroperungsprozess ein, der von Kunzen fortgesetzt wurde. Unter von Königslöw, der zunächst auch eigene Kompositionen beitrug, wandelten sich dann die Abendmusiken um 1791 mit der Aufführung des Messiah (1792) und Saul (1794) von Georg Friedrich Händel mehr zur reproduktiven Vermittlung von Oratorien. Auch der kirchliche Hintergrund trat zugunsten einer Verweltlichung zurück, ab 1800 fanden die Konzerte freitags in der Börse im Rathaus statt. 1801 beschränkte der Rat die Zahl der jährlichen sonntäglichen Kirchenmusiken für ganz Lübeck auf nur 30 von maximal 1½ Stunden Dauer, die nach einem festgelegten Schlüssel den einzelnen Hauptkirchen zugewiesen wurden.
Die damalige Popularität der Veranstaltungen ist heute daran zu ermessen, dass das erste Lübecker Adressbuch von 1798 die Abendmusiken in der Organistenzeit von Königslöws in seinen Vermischten Lokalnotizen explizit aufführte und beschrieb: „Geistliche Oratorien, welche um die Adventszeit an fünf Freytag-Abenden in der Börse, und Sonntags Abends in der St. Marien Kirche jährlich aufgeführt, und wozu alsdann verschiedene Texte und Kompositionen geliefert werden.“

### Das Ende
In der Nachfolge Buxtehudes setzte sich die Tradition kontinuierlich und ungebrochen bis 1810 fort. Die letzte Abendmusik war eine Wiederaufnahme von 1782: Die Zuhausekunft des jungen Tobias. Dann erlosch sie zunächst nicht nur infolge der schweren wirtschaftlichen Verhältnisse durch die Lübecker Franzosenzeit, sondern auch durch eine Verschiebung des geistigen Interesses infolge der bürgerlichen Aufklärung.

## Wiederaufnahmen im 20. Jahrhundert
Im Jahr 1926 nahm der Marienorganist Walter Kraft die Tradition der Abendmusiken als Veranstaltung und als Komponist wieder auf. Sein Nachfolger Ernst-Erich Stender führte die Abendmusiken als Konzertreihe im Sommer bei Kerzenschein fort. Unter Johannes Unger werden Konzerte zum Jahreswechsel aufgeführt und die Tradition der Abendmusiken fortgesetzt.
Im Berner Münster werden bereits seit 1913 Abendmusiken durchgeführt, in der Predigerkirche in Basel seit 2013. Die Tradition lebt auch in den Niederlanden weiter. Im Jahr 2002 begann eine Konzertreihe unter dem Namen Abendmusiken im niederländischen Hoorn. Dreimal im Jahr organisiert die Abendmusik-Stiftung am Samstagnachmittag ein Konzert mit barocker Musik.

## Abendmusik als Werkbezeichnung
Der Name „Abendmusiken“ wird auch für die von Dieterich Buxtehude und seinen Nachfolgern anlässlich der Konzerte geschaffenen Werke verwendet. Keines dieser offenbar oratorienartigen Musikstücke Buxtehudes ist erhalten – lediglich eine nicht mit letzter Sicherheit Buxtehude zuzuschreibende Komposition mit dem Titel Wacht! Euch zum Streit gefasset macht! (erstmals 1939 unter dem modernen Titel Das Jüngste Gericht veröffentlicht) liegt vor. Einzelheiten im Buxtehude-Werke-Verzeichnis und bei den Organisten selbst.

### Musiken und Textbücher
- Dieterich Buxtehude: Castrum Doloris – Templum Honoris. Die „Extraordinairen Abendmusiken“ Lübeck 1705. Faksimile-Edition. Bibliothek der Hansestadt Lübeck, Lübeck 2002, ISBN 3-933652-14-6, (Veröffentlichungen der Stadtbibliothek Lübeck 3, 22, Faksimiles).
- Textbücher der Lübecker Abendmusiken (Sammlung aller Textbücher), Stadtbibliothek Lübeck, Lub 4° 8803
  - 1714 bis 1729 Digitalisat
  - 1782: Die Zuhausekunft des jungen Tobias : In der gewöhnlichen Abendmusik der Stadt Lübeck in der Hauptkirche zu St, Marien im Jahr 1782 zur Erbauung aufgeführt. Digitalisat
  - 1789:  Geistliche Singgedichte, in der gewöhnlichen Abendmusik der Stadt Lübeck in der Hauptkirche zu St. Marien im Jahre 1789 zur Erbauung aufgeführt. Digitalisat
  - 1790: Geistliche Singgedichte, in der gewöhnlichen Abendmusik der Stadt Lübeck in der Hauptkirche zu St. Marien im Jahre 1790 zur Erbauung aufgeführt. Digitalisat
  - 1793: Geistliche Singgedichte, in der gewöhnlichen Abendmusik der Stadt Lübeck in der Hauptkirche zu St. Marien im Jahre 1793 zur Erbauung aufgeführt. Digitalisat
  - 1794: Geistliche Singgedichte, in der gewöhnlichen Abendmusik der Stadt Lübeck in der Hauptkirche zu St. Marien im Jahre 1794 zur Erbauung aufgeführt. Digitalisat
  - 1795: Geistliche Singgedichte, in der gewöhnlichen Abendmusik der Stadt Lübeck in der Hauptkirche zu St. Marien im Jahre 1795 zur Erbauung aufgeführt . Digitalisat
  - 1796: Geistliche Singgedichte, in der gewöhnlichen Abendmusik der Stadt Lübeck in der Hauptkirche zu St. Marien im Jahre 1796 zur Erbauung aufgeführt. Digitalisat
  - 1797: Geistliche Singgedichte, in der gewöhnlichen Abendmusik der Stadt Lübeck in der Hauptkirche zu St. Marien im Jahre 1797 zur Erbauung aufgeführt. Digitalisat
  - 1801: Geistliche Singgedichte. Oder Abendmusik der Stadt Lübeck in der Börse im Jahre 1801 aufgeführt. Digitalisat
  - 1802: Geistliche Singgedichte oder Abendmusik der Stadt Lübeck in der Börse im Jahre 1802 aufgeführt. Digitalisat
  - 1810: Die Zuhausekunft des jungen Tobias: In der gewöhnlichen Abendmusik der Stadt Lübeck in der Börse im Jahre 1810 aufgeführt. Digitalisat

### Sekundärliteratur
- Almut Jedicke: Dietrich Buxtehude und die Lübecker Abendmusiken. In: Die Tonkunst. Bd. 1, 2007, Heft 1, S. 1–8.
- Almut Jedicke: Franz Tunder und die Anfänge der Abendmusiken. In: Wolfgang Sandberger, Volker Scherlies (Hrsg.): Dieterich Buxtehude. Text – Kontext – Rezeption. Bärenreiter, Kassel 2011, ISBN 978-3-7618-2168-8, S. 124–135.
- Fritz Jung: Die Musik in Lübeck. In: Fritz Endres (Hrsg.): Geschichte der freien und Hansestadt Lübeck. Quitzow, Lübeck 1926, S. 171–209 (179 ff).
- Arndt Schnoor, Volker Scherliess: „Theater-Music in der Kirche“. Zur Geschichte der Lübecker Abendmusiken. Bibliothek der Hansestadt Lübeck u. a., Lübeck 2003. ISBN 3-933652-15-4, (Veröffentlichungen der Stadtbibliothek Lübeck 3, 37, Kataloge), (Ausstellungskatalog).
- Kerala J. Snyder: Abendmusik. In: Ludwig Finscher (Hrsg.): Die Musik in Geschichte und Gegenwart. Zweite Ausgabe, Sachteil, Band 1 (Aachen – Bogen). Bärenreiter/Metzler, Kassel u. a. 1994, ISBN 3-7618-1102-0 (Online-Ausgabe, für Vollzugriff Abonnement erforderlich)
- Kerala J. Snyder: Dieterich Buxtehude. Bärenreiter-Verlag, Kassel 2007, ISBN 978-3-7618-1836-7.
- Kerala J. Snyder: Lübecker Abendmusiken. In: Arnfried Edler, Heinrich Wilhelm Schwab (Hrsg.): Studien zur Musikgeschichte der Hansestadt Lübeck. Bärenreiter, Kassel, 1989, S. 63–70.
- Wilhelm Stahl: Die Lübecker Abendmusiken im 17. und 18. Jahrhundert. In: Zeitschrift des Vereins für Lübeckische Geschichte und Altertumskunde. 19, 1937 S. 1–64
- Carl Stiehl: Die Organisten an der St. Marienkirche und die Abendmusiken zu Lübeck. Breitkopf & Härtel, Leipzig 1886.